# UAI Urquiza
Club Atlético, Cultural y Social Ferrocarril Urquiza – argentyński klub piłkarski z siedzibą w mieście Villa Lynch leżącym w obrębie zespołu miejskiego Buenos Aires.

## Historia
Ferrocarril Urquiza założony został 21 maja 1950 roku. Założycielem klubu był Carmelo Santoro. Pierwszymi zawodnikami i kibicami klubu byli pracownicy firmy kolejowej Ferrocarril General Urquiza. Klub w 1970 przestał być klubem amatorskim i przyjęty został do federacji piłkarskiej AFA. Klub rozpoczął grę od najniższej ligi zwanej Aficionados, która później przekształcona została w ligę Primera D Metropolitana. Klub nigdy nie awansował do wyższej ligi.